# Scânteia (Iași)
Scânteia es una comuna ubicada en el distrito de Iași, Rumania.

## Superficie
Cuenta con una superficie de 39,63 kilómetros cuadrados.

## Demografía
Hasta 2021 la población era de 5505 habitantes, con una densidad de población de 138,9 habitantes por kilómetro cuadrado.